# Гусев, Виктор Михайлович (телеведущий)
Ви́ктор Миха́йлович Гу́сев (род. 27 октября 1955, Москва) — российский спортивный журналист, телекомментатор и телеведущий. В 1995—2018 годах работал на «ОРТ/Первом канале».

## Биография
Родился 27 октября 1955 года в Москве. Внук поэта Виктора Гусева (1909—1944) — лауреата двух Сталинских премий (за сценарии к фильмам «Свинарка и пастух», «В шесть часов вечера после войны»), сын учёного-биолога Михаила Гусева (1934—2005), в 1973—2005 годах — декана биологического факультета МГУ.
В 1972 году окончил специальную английскую школу № 19 в Москве. В 1977 году окончил переводческий факультет Московского государственного педагогического института иностранных языков по специальности переводчик-референт английского и французского языков. Будучи студентом проходил стажировку в Университете штата Нью-Йорк в Олбани.
В 1977—1979 годах проходил срочную службу в рядах Советской Армии. Имеет воинское звание лейтенанта. Во время службы принимал участие в боевых действиях в Эфиопии, был награждён медалью «За боевые заслуги».
В 1979—1985 годах — старший редактор-переводчик Главной редакции информации для заграницы ТАСС. В 1985 году принимал участие в антарктической экспедиции по спасению научно-исследовательского судна «Михаил Сомов» на борту ледокола «Владивосток». По итогам экспедиции был награждён медалью «За трудовую доблесть».
С 1985 по 1991 год — корреспондент спортивной редакции ТАСС. В этом качестве участвовал в зарубежных сериях советских хоккейных клубов и в турне сборных СССР по классической борьбе по Америке. Работая с командой борцов, входил в состав советской делегации на летних Олимпийских Играх 1988 года в Сеуле.
С 1990-х годов, в разное время — корреспондент спортивной редакции «РИА Новости», главный редактор ежемесячного футбольного журнала «Матч», пресс-атташе хоккейного клуба ЦСКА — «Русские пингвины», ведущий авторской колонки в английском футбольном журнале «Уорлд соккер».
С 1992 года начал внештатное сотрудничество с «1-м каналом Останкино», комментируя футбольные матчи и ведя спортивные программы «Спорт-уикэнд» и «Гол». В декабре 1993 года провёл первый собственный репортаж с жеребьёвки финальной части чемпионата мира по футболу 1994 года, проходившей в Лас-Вегасе. 13 апреля 1994 года Гусев прокомментировал свой первый футбольный матч — это была игра Лиги чемпионов УЕФА между турецким «Галатасараем» и московским «Спартаком», закончившаяся победой москвичей со счётом 2:1.
В 1992 году Гусев в качестве корреспондента работал на матчах чемпионата Европы в Швеции. С 1994 по 2014 год работал в качестве комментатора, автора и ведущего дневников на всех чемпионатах мира и чемпионатах Европы.
С 1993 года работал синхронным переводчиком на конгрессах Международной федерации хоккея (ИИХФ), проведя в этом качестве более 50 конгрессов.
С 1995 года стал штатным сотрудником ОРТ (с 2002 года — «Первого канала»). В 1996—2001 и в 2010—2017 годах был ведущим спортивных новостей в программах «Новости», «Время», «Доброе утро» и «Ночное Время». Возглавлял Дирекцию спортивного вещания «Первого канала». С марта 2000 по июнь 2004 года вёл авторскую программу «Время футбола», затем изменившую название на «На футболе с Виктором Гусевым».
Впоследствии Гусев так рассказывал о закрытии этой программы:

«Этой передаче было сложно соревноваться по рейтингу с сериалами, юмористическими программами, поэтому её поздно ставили в эфир. Но когда оперативную программу ставят на такое время, у неё по факту не может быть высоких рейтингов. Это замкнутый круг. Моя программа перестала существовать с появлением платных каналов. Желающие заплатить могли взять канал «НТВ-Плюс» и смотреть его. Для тех, кто не хотел платить, в это время появились спортивные программы на ВГТРК. Ниша была занята, и руководство «Первого канала» решило, что мы будем заниматься трансляциями с Олимпиад и чемпионатов мира...».
Гусев активно работал в составе бригад телеканала на зимних Олимпиадах в Нагано-1998, Солт-Лейк-Сити-2002, Турине-2006, Ванкувере-2010 и Сочи-2014 и летних Играх в Сиднее-2000, Афинах-2004, Пекине-2008, Лондоне-2012 и недолго на Рио-2016 (не смог продолжить работу из-за полученной травмы позвоночника).
С 1998 года комментировал большую часть матчей сборной России по футболу в отборочных и финальных матчах пяти чемпионатов мира и пяти чемпионатов Европы. В 1998 и 2002 годах был пресс-аташе сборной России по футболу. Одновременно с этим, в 1998—2014 годах комментировал матчи сборной России по хоккею на Олимпийских играх и чемпионатах мира (1998—1999; 2012—2015).
Являлся автором и ведущим документальных циклов «Первого канала» о чемпионатах мира и Европы по футболу — «Парижские таймы» (1998), «Португальские таймы» (2004) и «Альпийские таймы» (2008).
Также комментировал трансляции с чемпионатов России по футболу, Лиги чемпионов УЕФА, Кубка УЕФА, Еврохоккейтура и других футбольных и хоккейных турниров. По окончании своих спортивных трансляций Гусев всегда произносит фразу «Берегите себя», критикуемую некоторыми лингвистами.
Участник проектов «Последний герой 3: Остаться в живых» (2003) и «Большие гонки» (по ходу обоих проектов также получал серьёзные травмы) и других программ на «Первом канале». В 2002—2003 годах вместе со своими коллегами по каналу Константином Выборновым и Василием Коновым озвучивал кулинарную телеигру Валдиса Пельша «Властелин вкуса». Кроме того, снимался в телерекламе и киноролях-камео, озвучивал рекламные ролики. Член любительской футбольной команды «Старко». 
В 2018 году отошёл от комментирования матчей, сконцентрировавшись на организационно-технической работе по освещению спортивных новостей и организации спортивных трансляций, работе переводчика, а также на ведении социальных сетей, участии в различных шоу на YouTube и околофутбольной деятельности.
В 2023 году был ведущим экстремального шоу «Герои. Перезагрузка» на белорусском канале «Беларусь 1».
Член Академии Российского телевидения, вице-президент Федерации спортивных журналистов России. В разное время был членом жюри, а затем председателем жюри популярной среди спортивных журналистов премии «Энергия побед».

## Фильмография
Снимался в роли самого себя (камео) в следующих фильмах и телесериалах:
- 2005 — Мужской сезон: Бархатная революция
- 2006 — Обратный отсчёт
- 2008 — Счастливы вместе
- 2010 — Воронины
- 2010 — Выкрутасы
- 2012 — Ржевский против Наполеона
- 2013 — Молодёжка
- 2014 — Чемпионы

### Озвучивание
- 2004 — Звериная Олимпиада / BBC Animal Games — закадровый голос, в паре с Василием Уткиным[59][60]
- 2005 — Суперчеловек. Жестокий ринг — закадровый голос
- 2006 — Зимняя Зоо-олимпиада / Animal Winter Olympics — закадровый голос, в паре с Николаем Дроздовым[59]
- 2006 — Игра № 1. Краткий курс истории футбола — читает текст от автора
- 2008 — Сапсан — гусь-комментатор[61]
- 2010 — Советский спорт. Все чемпионаты мира по футболу. 1930 — 2006 — читает текст от автора[62]

## Общественно-политическая деятельность
Состоял в КПСС, но в дни Августовского путча 1991 года вышел из партии, поддержав Бориса Ельцина и идею новой России.
В 2008 году Гусев с Лаймой Вайкуле, Алёной Свиридовой, Александром Скляром и Артемием Троицким провёл акцию по защите детёнышей тюленей, образовав «живой щит» на льду Белого моря в Архангельской области. Это привело к принятию закона о запрещении истребления бельков.
В сентябре 2016 года стал доверенным лицом партии «Единая Россия» на выборах в Государственную думу VII созыва.

## Литературная деятельность
В 2017 году Гусев написал автобиографическую книгу под названием «Нефартовый». Название книги было дано по негласному прозвищу, данному болельщиками, поскольку Гусев комментировал большинство матчей сборной России по футболу и хоккею на «Первом канале», часть из которых заканчивалась серьёзными поражениями сборной. Гусев же опровергает это мнение, поскольку комментировал минимум два матча сборной России, в которых были обыграны ведущие европейские сборные: матч Франция — Россия 1999 года и матч Россия — Англия 2007 года.

## Личная жизнь
Женат. Трое детей: две дочери и сын. Проживает в Москве на улице Виктора Гусева, названной в честь его деда.
Является болельщиком московского футбольного клуба «Динамо».
22 марта 2024 года Виктор Гусев находился в Crocus City Hall с женой в момент нападения террористов. По счастливому стечению обстоятельств комментатору и его супруге удалось покинуть здание и спастись.

## Награды и номинации

### Государственные награды СССР и Российской Федерации
- Медаль ордена «За заслуги перед Отечеством» II степени (2006)
- Медаль ордена «За заслуги перед Отечеством» I степени (2014)
- Медаль «За трудовую доблесть» (1985)
- Медаль «За боевые заслуги» (1979)
- Премия Правительства Российской Федерации в области СМИ (2007)
- Премия Министерства спорта Российской Федерации (2015)

### ТЭФИ
| Год  | Номинирован за                                                    | Награда                                              | Итог      |
| ---- | ----------------------------------------------------------------- | ---------------------------------------------------- | --------- |
| 2001 | «На футболе с Виктором Гусевым»                                   | Спортивный комментатор, ведущий спортивной программы | Победа    |
| 2002 | «На футболе с Виктором Гусевым»                                   | Спортивный комментатор, ведущий спортивной программы | Победа    |
| 2003 | «Чемпионат мира по футболу. Матч сборная России — сборная Туниса» | Спортивный комментатор, ведущий спортивной программы | Номинация |
| 2006 | «Церемония закрытия Олимпийских игр в Турине»                     | Спортивный комментатор, ведущий спортивной программы | Победа    |

## Пародии
На телевидении Гусев становился несколько раз объектом пародий: в программе «Назло рекордам!?» с пародией на него как ведущего программы «На футболе» выступал Михаил Шац, в КВН и в программе «Comedy Club» пародии на него делал Виктор Васильев.